# 折叠车

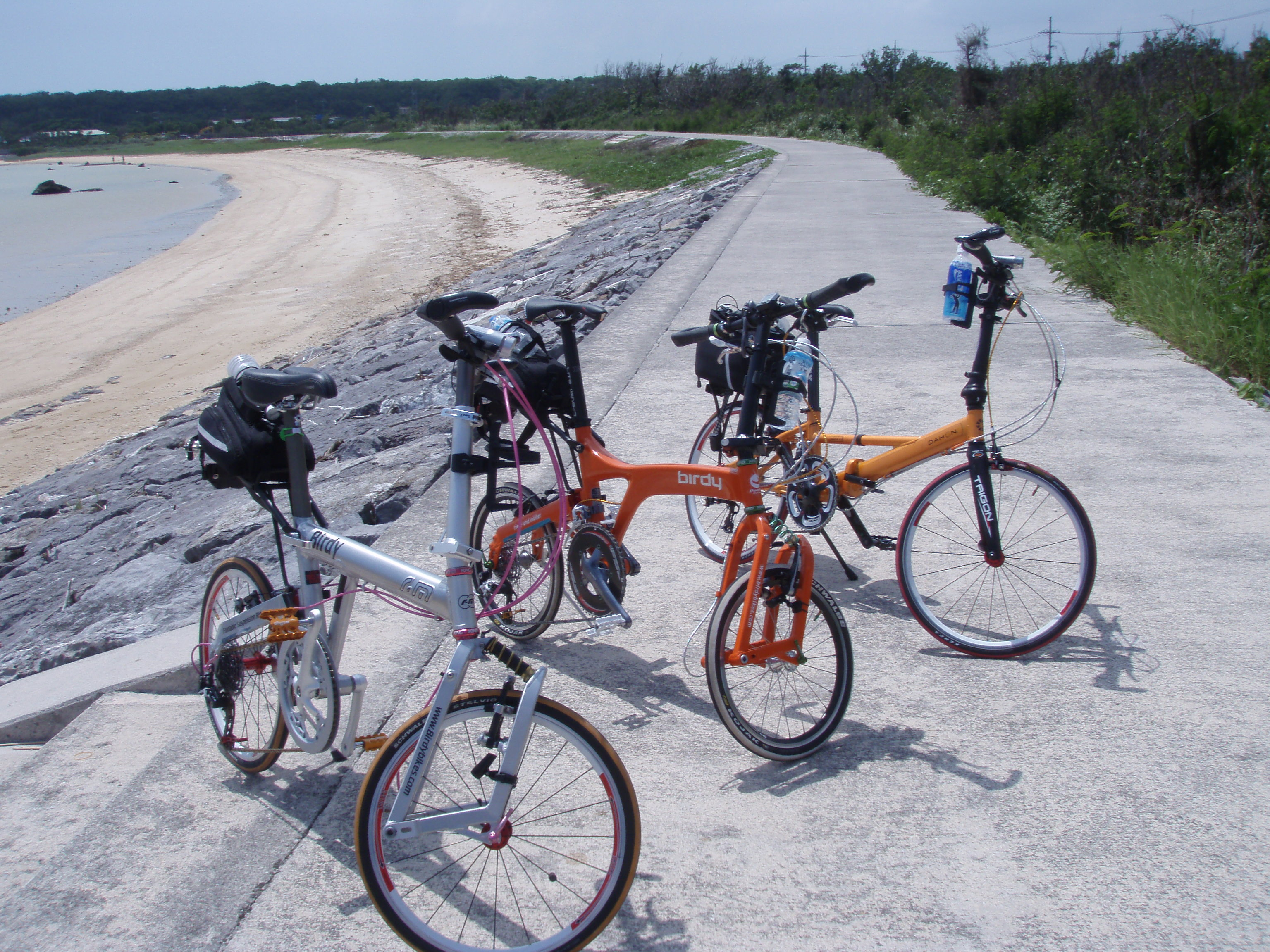
三輛摺疊腳踏車，廠牌分為：Birdy、DAHON

折叠车是可折叠的自行车，俗稱小折，大小从12－26吋不等，折叠车一般重量从8.5－15公斤不等，可以携带至公车、地铁、火车上，常被用作公园休闲，或者短途郊遊等等，也有将折叠车进行长途旅行的。到达目的地后继续展开折叠车使用。

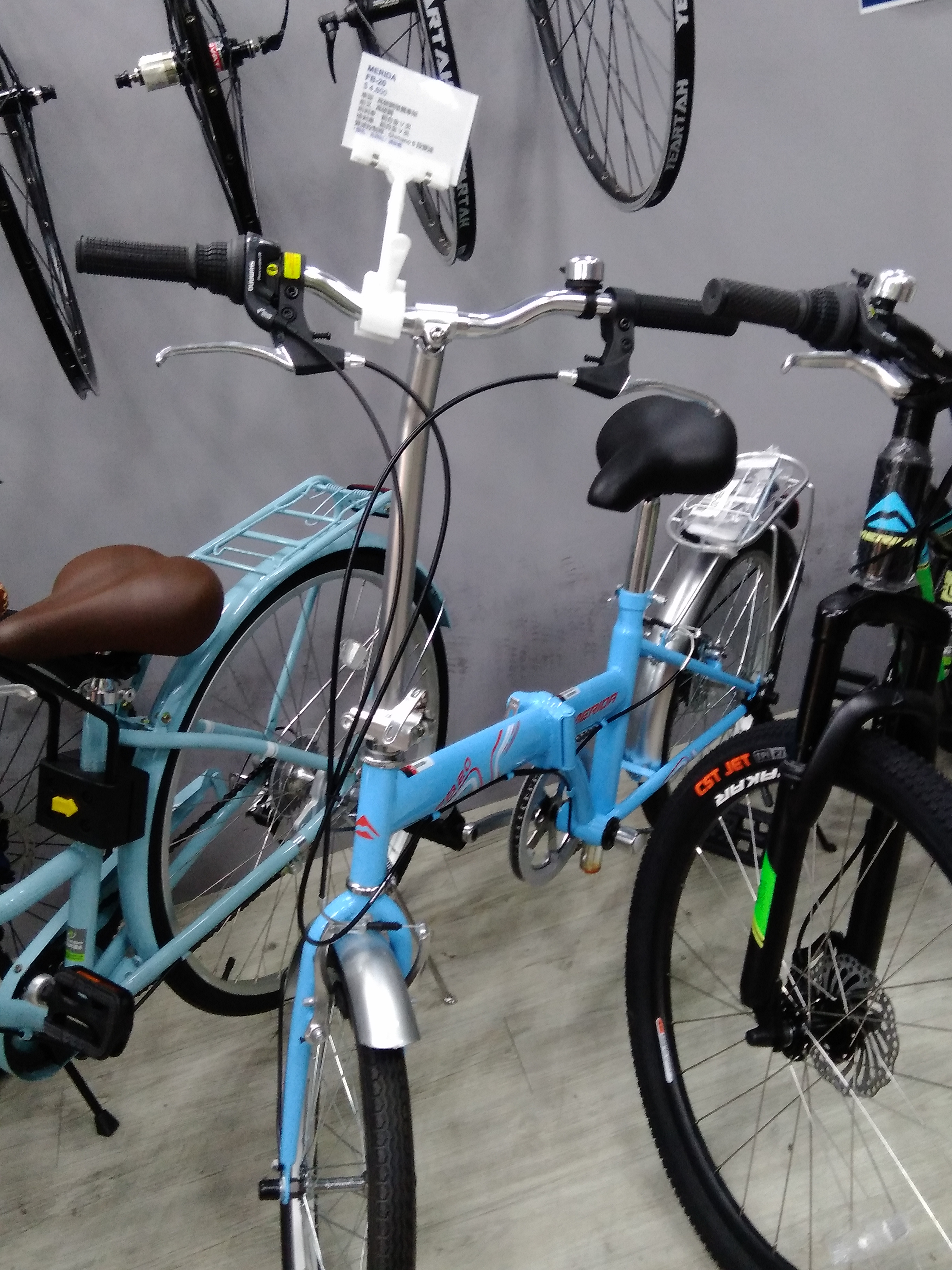
一輛美利達折疊新車

小折中最小的折叠车是A-bike, 大折中折叠后最小的折叠车是Change bike。

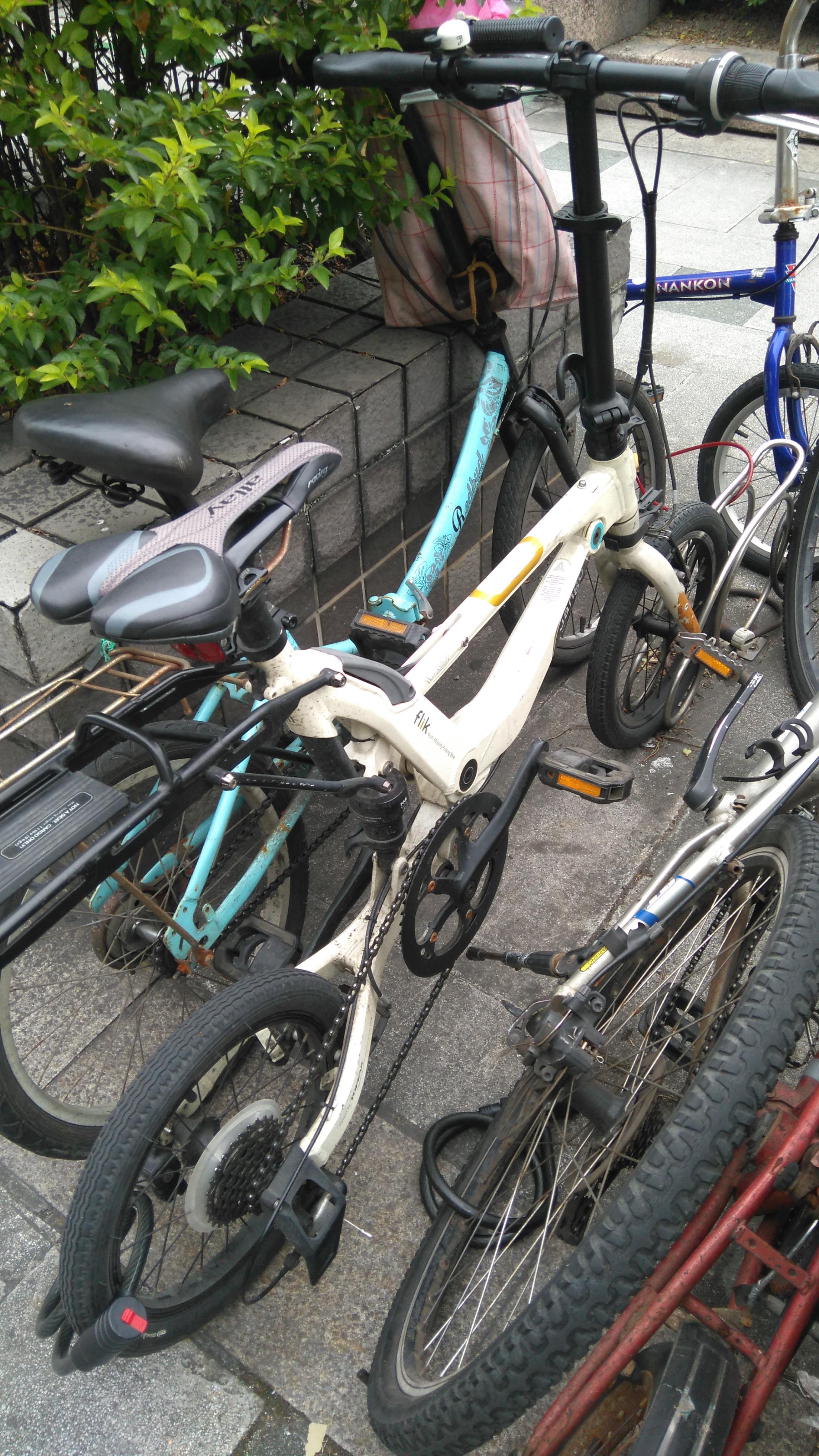
縱向折疊車Filk

## 功能和速度
取決於折疊車的輪組和變速，20吋以上的和一般腳踏車速度無異。即使是16吋，也不會差異太大。24吋，26吋的折疊車，因輪胎大通常亦有登山車、越野車、公路車等附加特性。20吋以下的折疊車則有小輪車；小徑車，代步車，通勤車的特性。

## 維修保固
車架享有終身保固，消耗性耗材一年保固，非避震性前叉十年保固。迪卡儂提供新車一次六個月內免費安全檢測服務。

## 著名品牌
折叠车比较著名的品牌有DAHON、OYAMA、Tern、SAVA、STRiDA、Breezer、太平洋、Giant、Merida、KHS、Fusin、Step Dragon、MONTAGUE、Filk、ZiZZO。
業界1A3B1C的即是5個頂級折疊車品牌，1A 即Alex Moulton（AM），3B 即Birdy（鳥車）Bike Friday（BF或稱星期五）、Brompton（小布）及Change bike (诠巨大折)。

## 折疊方式
縱向折疊，和橫向折疊兩種。或拆解後組裝。

## 車架材質
以高碳鋼和鐵材兩種為主。亦有碳纖維、鋁合金、鎂合金、鈦合金，銅管。

## 附加設備
車燈，手機架，杯架，置物籃，後車墊、座。腳踏車安全帽、包、鎖等。如需摺疊方便，可準備背包收納。

## 詳細規格
以下為一台B'TWIN Tilt 100的規格。
| 材質            | 通勤範圍            | 重量   | 輪組 | 性別 | 摺疊時間 |
| --------------- | ------------------- | ------ | ---- | ---- | -------- |
| 鋼鐵(高碳鋼)    | 城市                | 14.5KG | 20吋 | 無   | 30秒     |
| 摺疊尺寸        | 展開尺寸            | 變速   |      |      |          |
| 78 x 66 x 38 cm | 146 x 108 x 58.5 cm | 單速   |      |      |          |

## 台灣

### 使用
- 折疊車在部分縣市公車可逕行搭乘，不用費用。

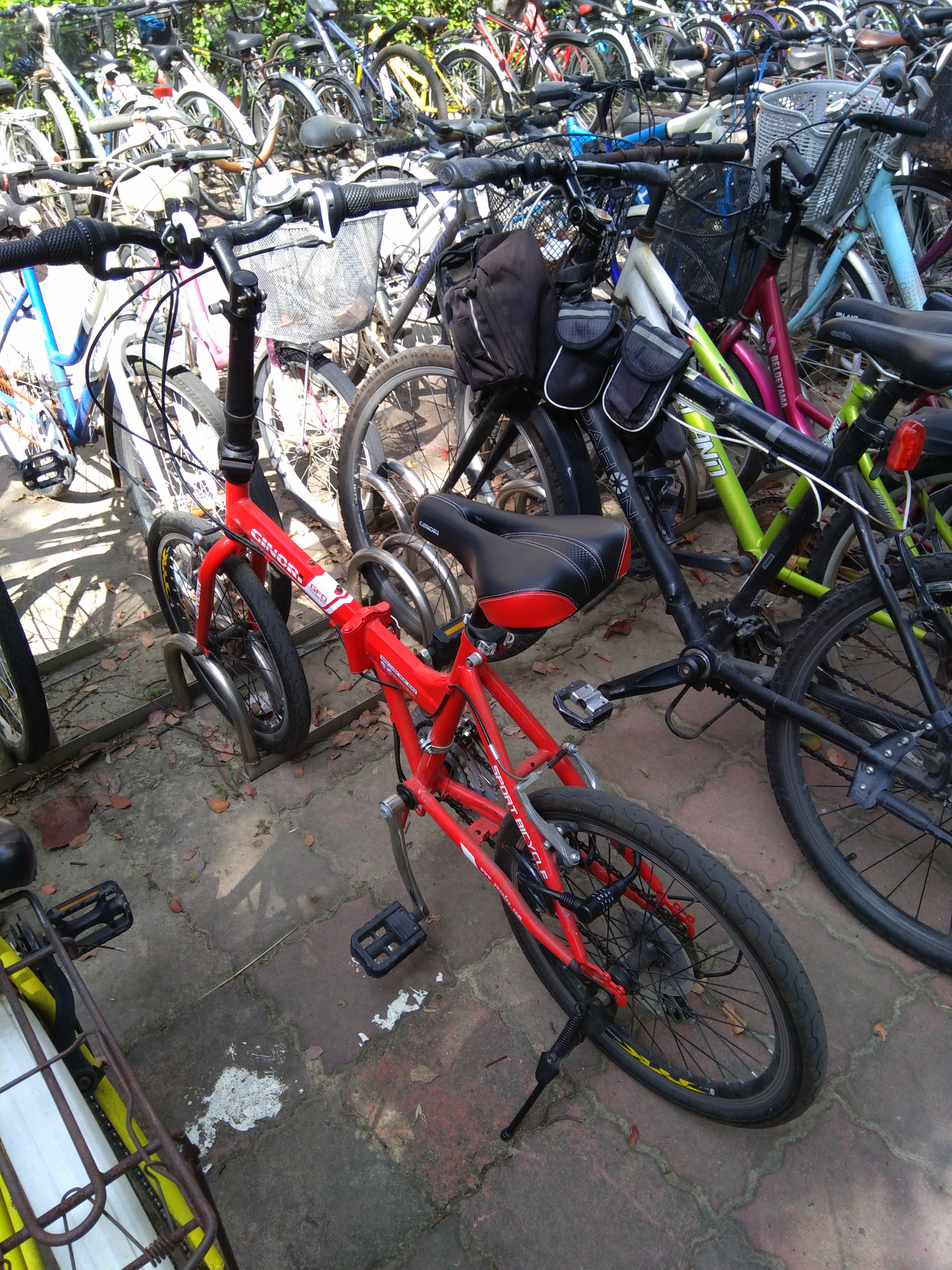
Irland Ginori折疊車

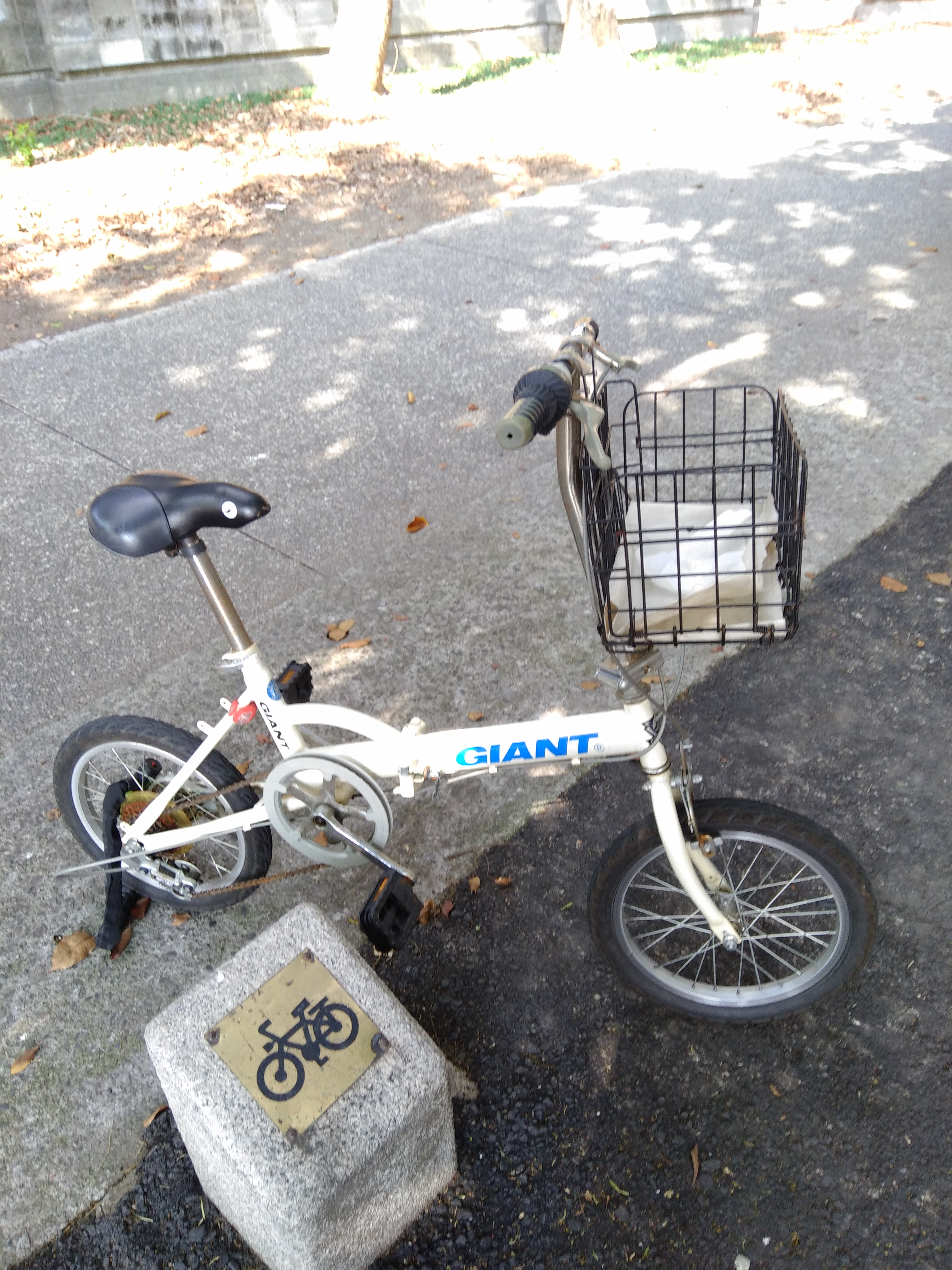

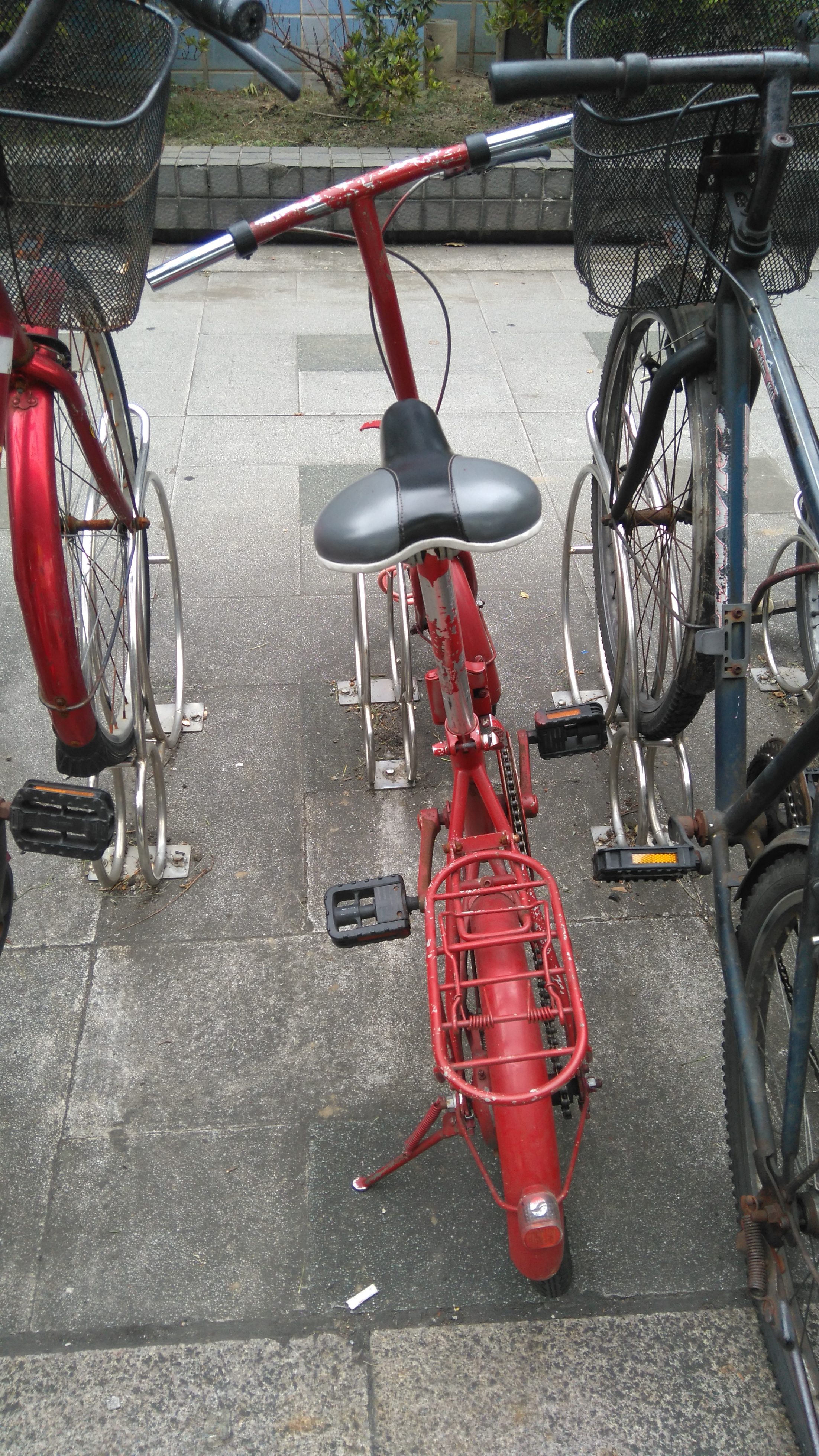
刻意塗成紅漆的捷安特

- 折疊車在大部分公車、捷運、火車上，使用攜車袋摺疊收納，並綁好。可不收腳踏車費用，視為行李。
- 台北捷運規定平常日10~16點腳踏車可進出，假日不予限制。部分站點不開放，惟運費為人車共八十元新台幣。[4]
- 台鐵有三種方法，分別為攜車袋，乘客和單車各自計費，單車委由託運。在站點限制大站(有人站)腳踏車才可進入。Tr-pass票種者搭乘區間車可不收乘客費用。另也有限制固定車次區間車方可上車。
- 台灣高鐵對尺寸和重量有限制，並放置攜車袋內。[5]
- 統聯客運要求攜車袋或箱子放置摺疊車。[6]
- 國光客運要求放置摺疊車於攜車袋或箱子。或以車資半票計費。[7]
- 豪泰客運要求摺疊車放置攜車袋或箱子內，或收車資半票。
- 日統客運要求摺疊車放置攜車袋或箱子、塑膠袋內。
- 三重客運不提供腳踏車上車，建議經司機同意，離峰時段搭乘。
- 台西客運可將折疊車放入行李箱內。

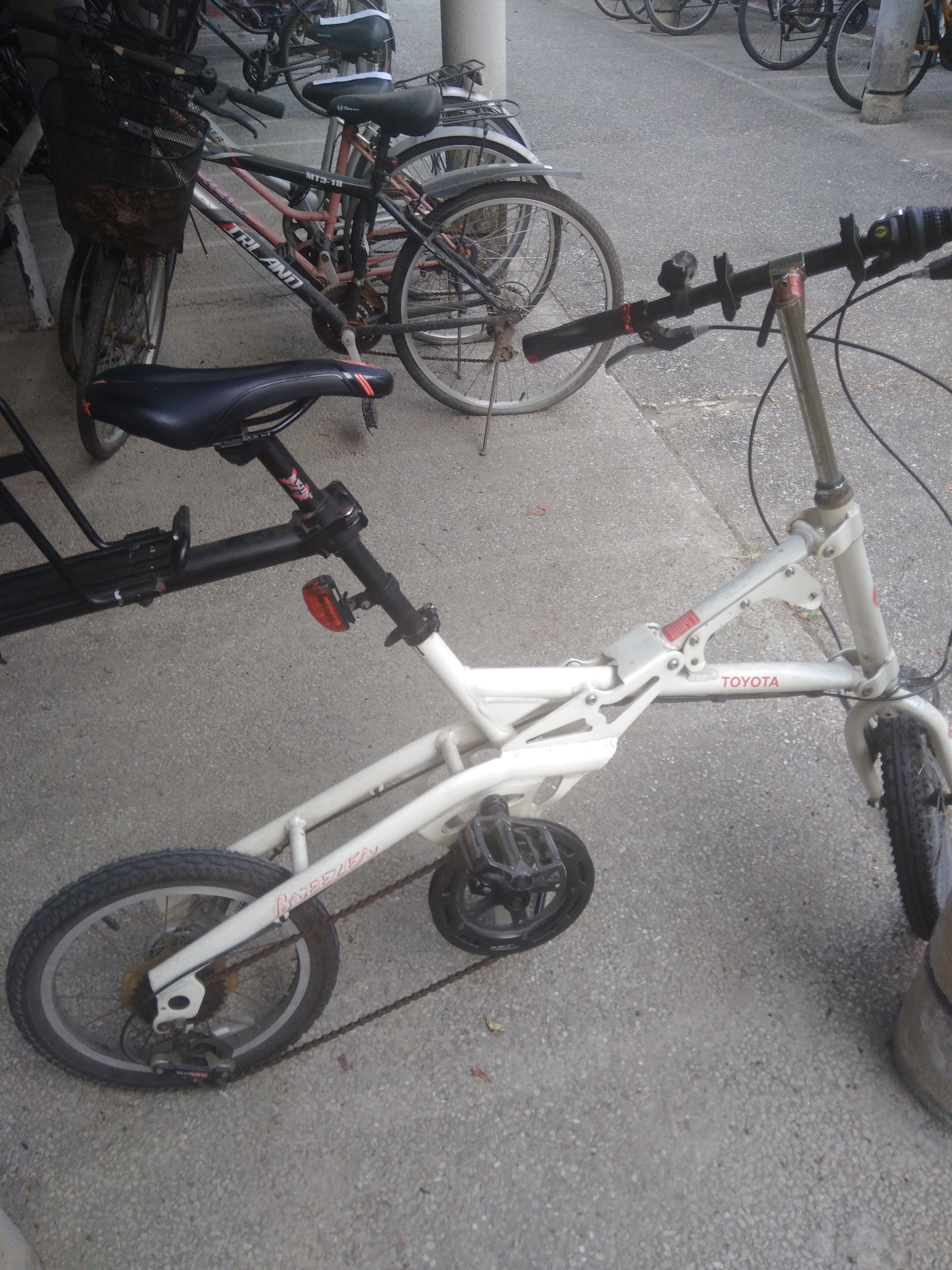
Toyota
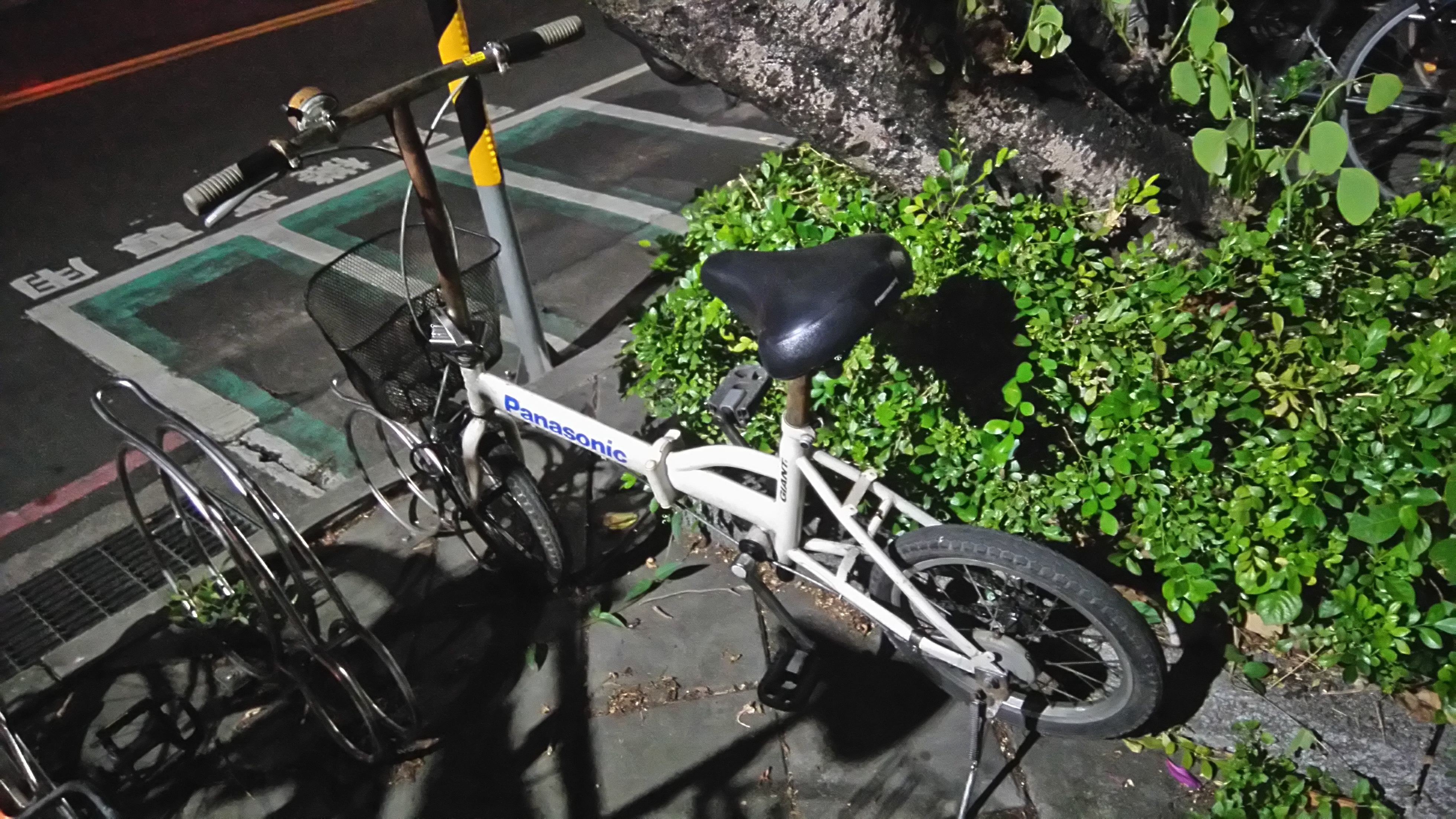
Panasonic
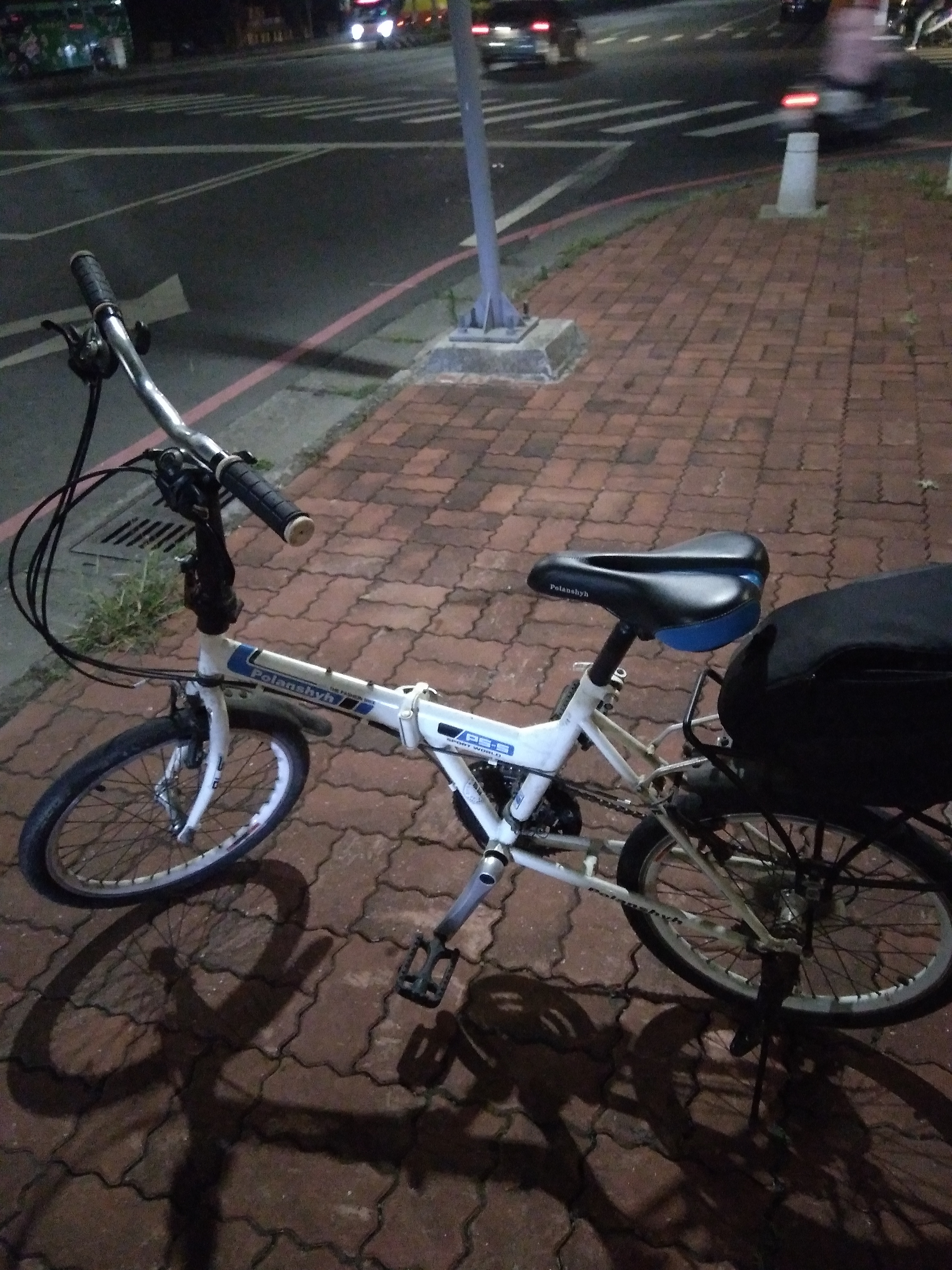
Polanshyh
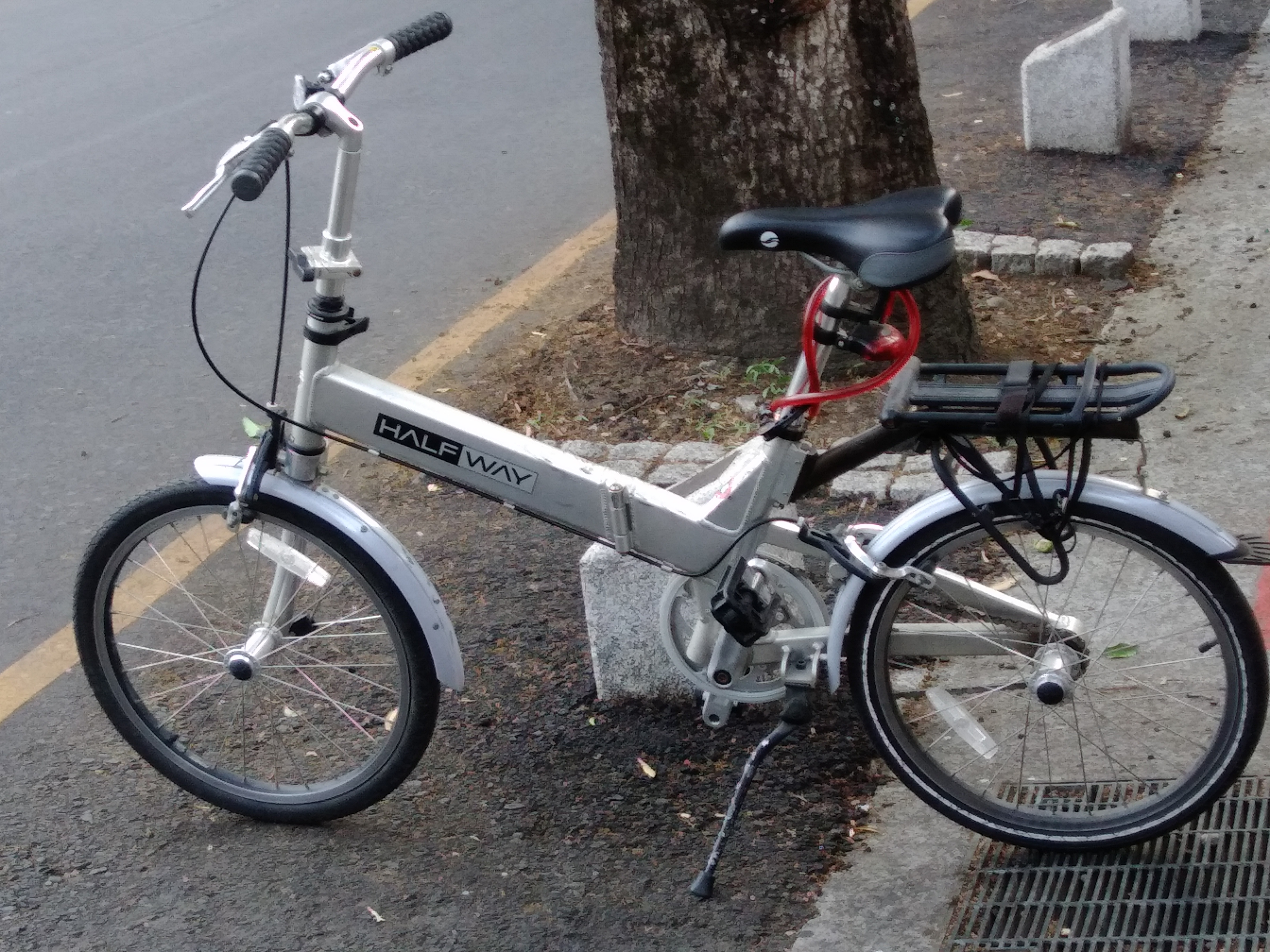
Giant
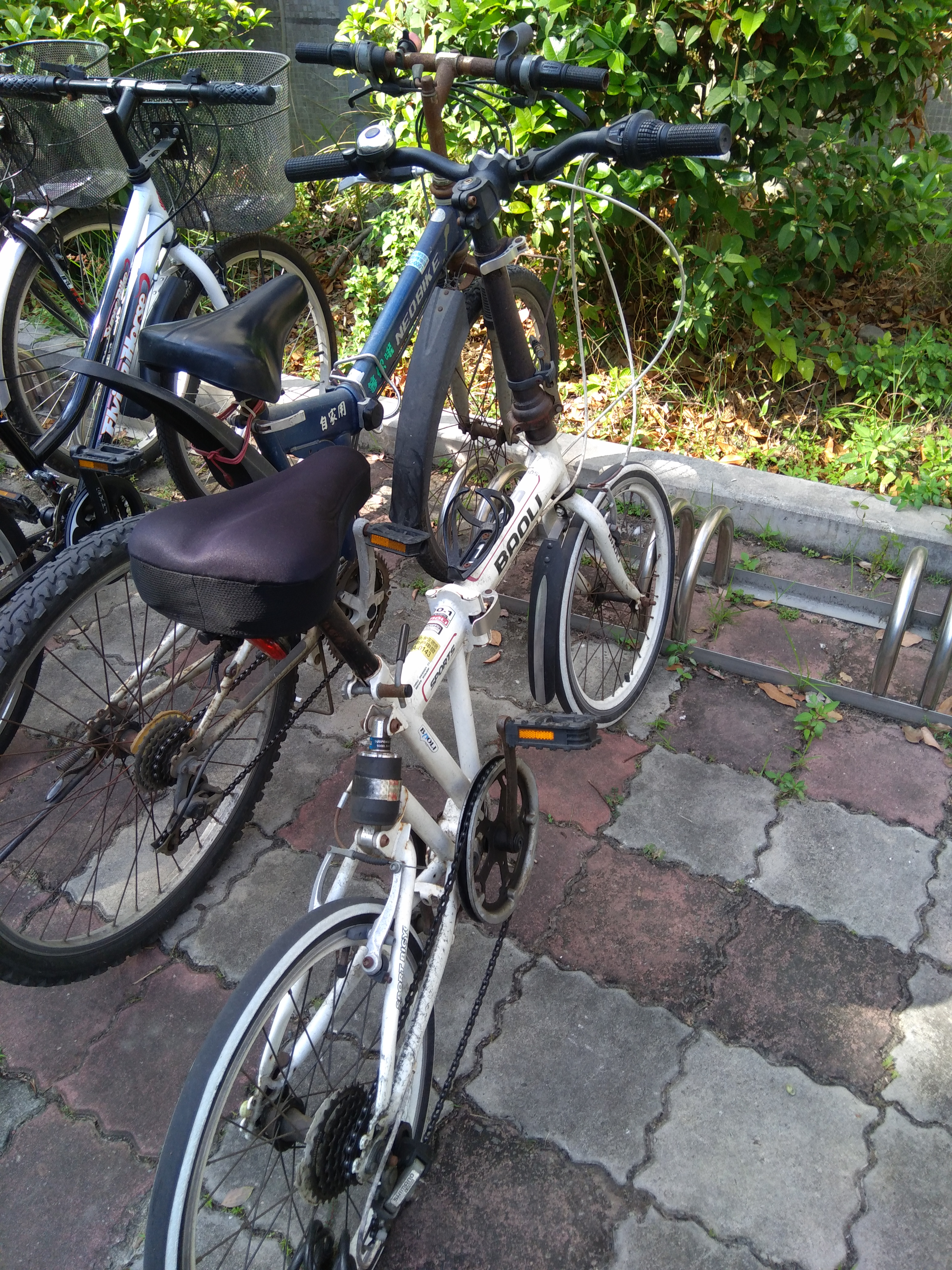
Baoli
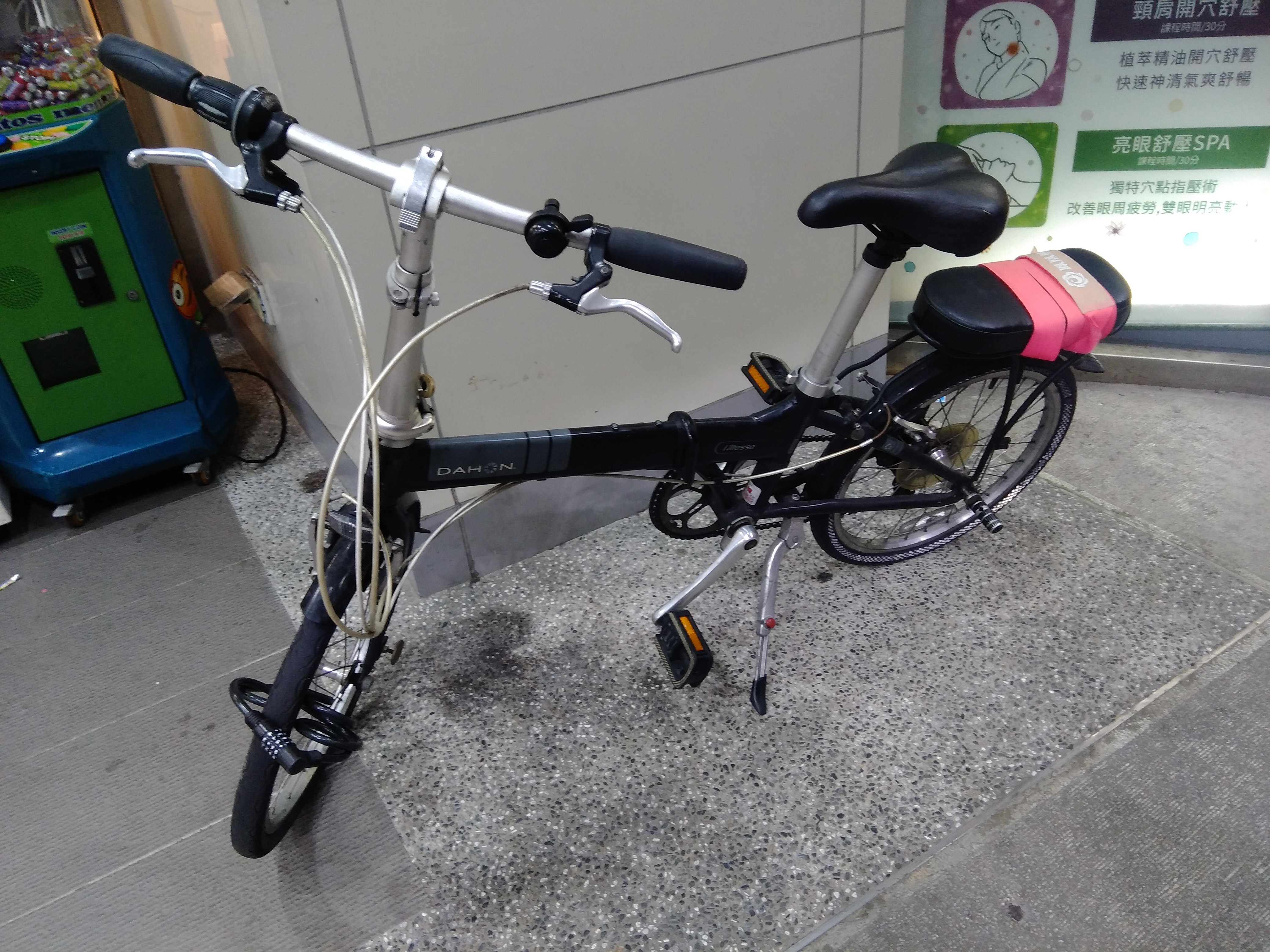
Dahon
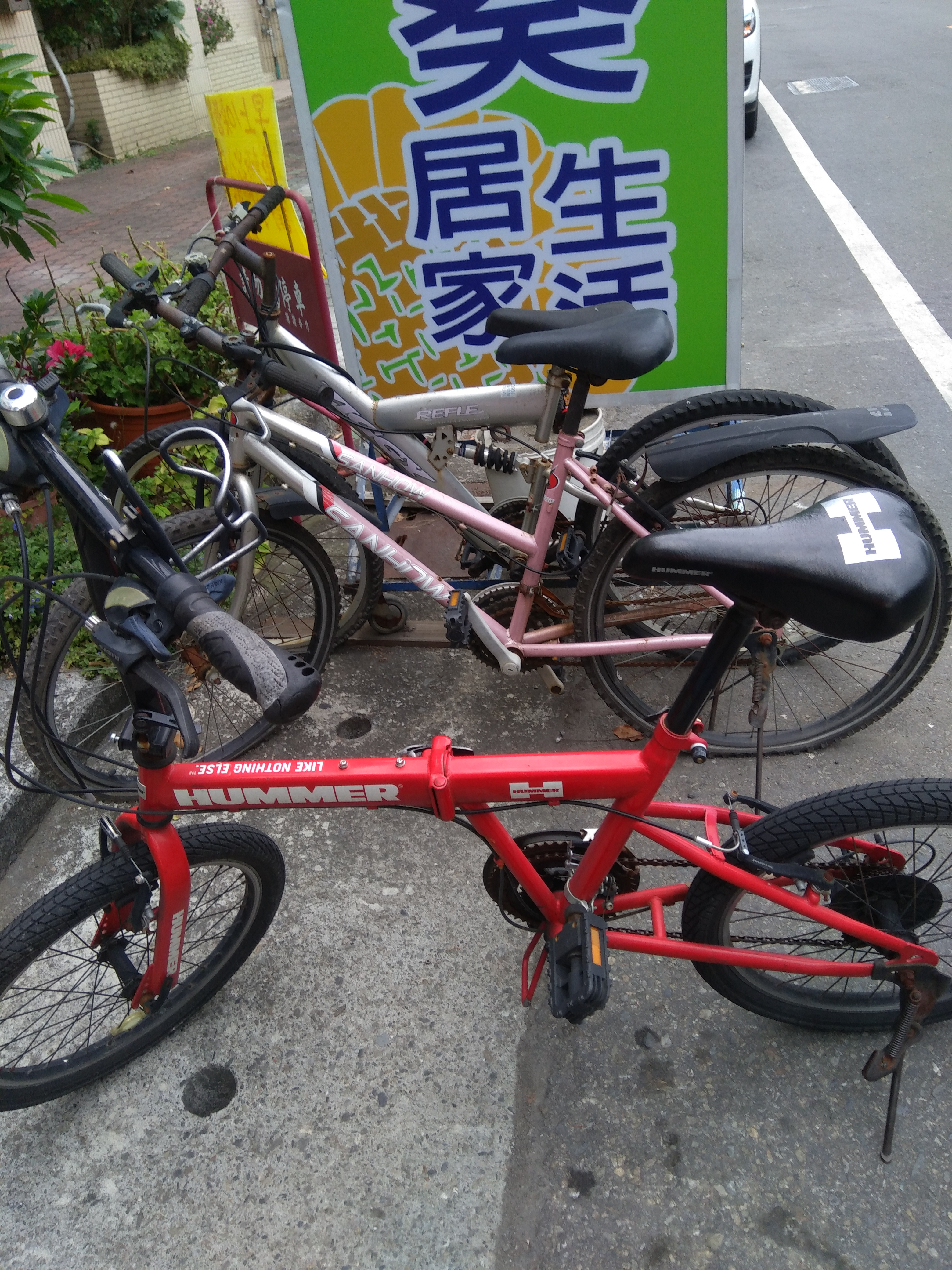
Hummer
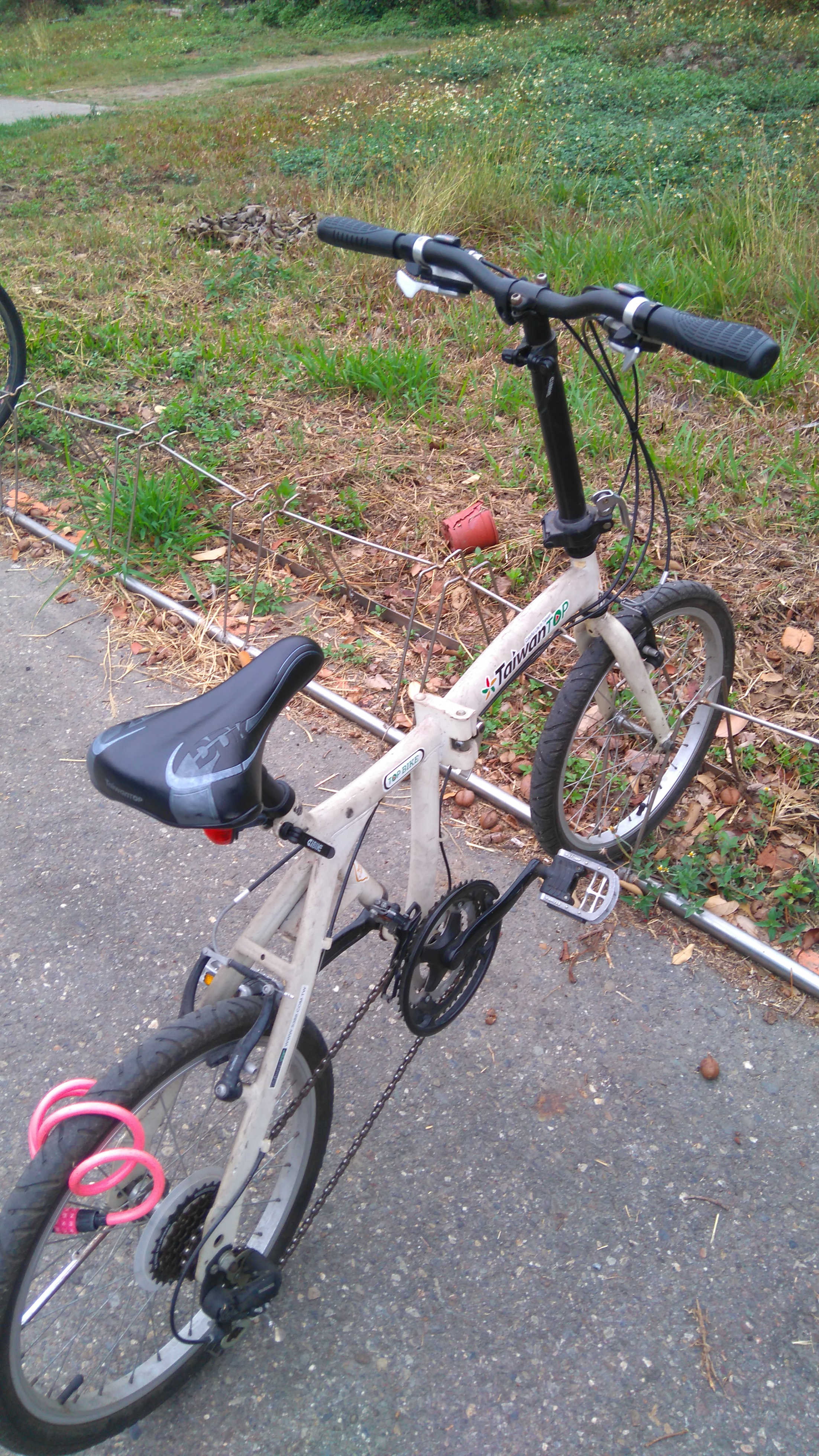
Taiwan Top
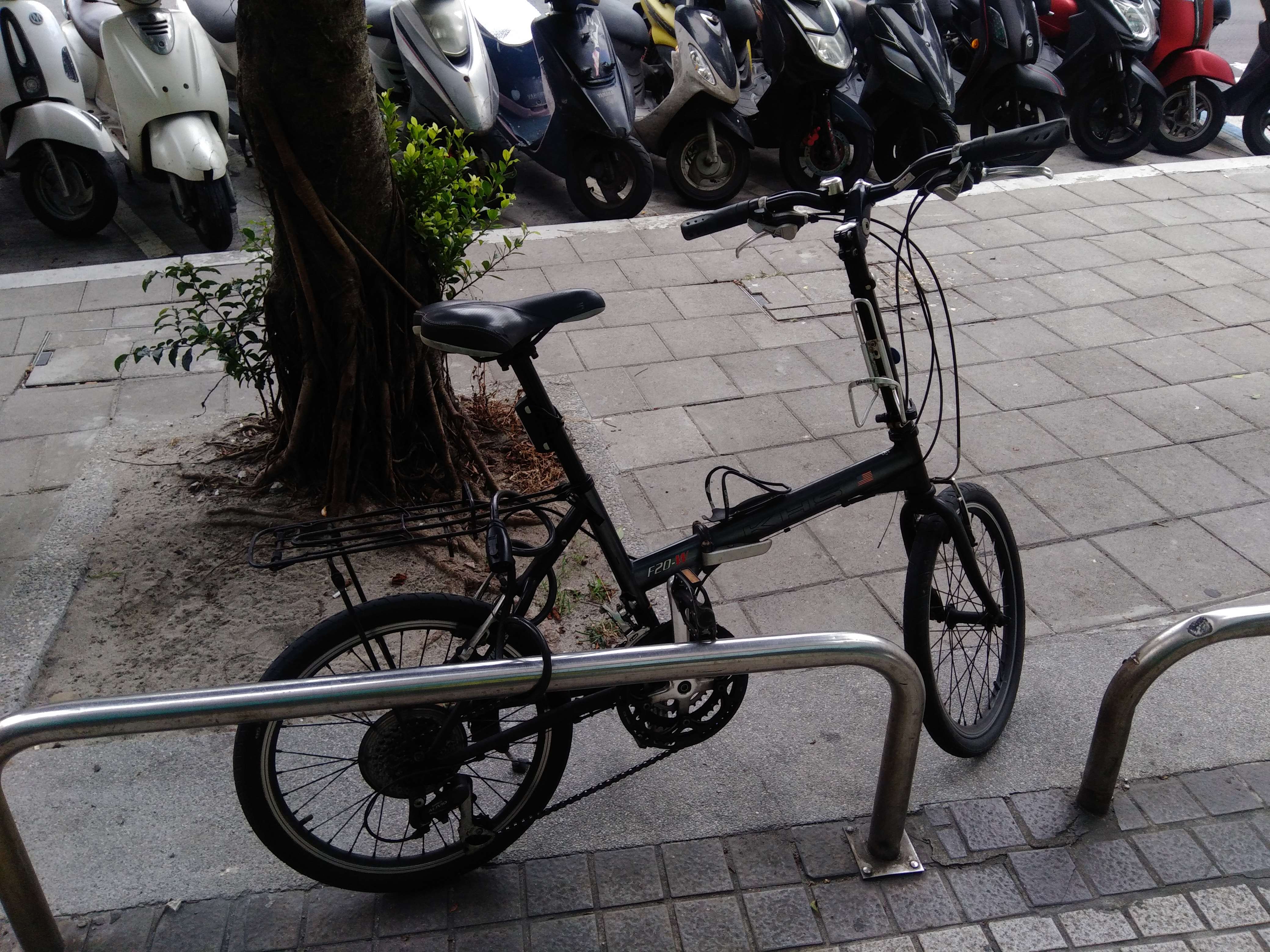
Khs
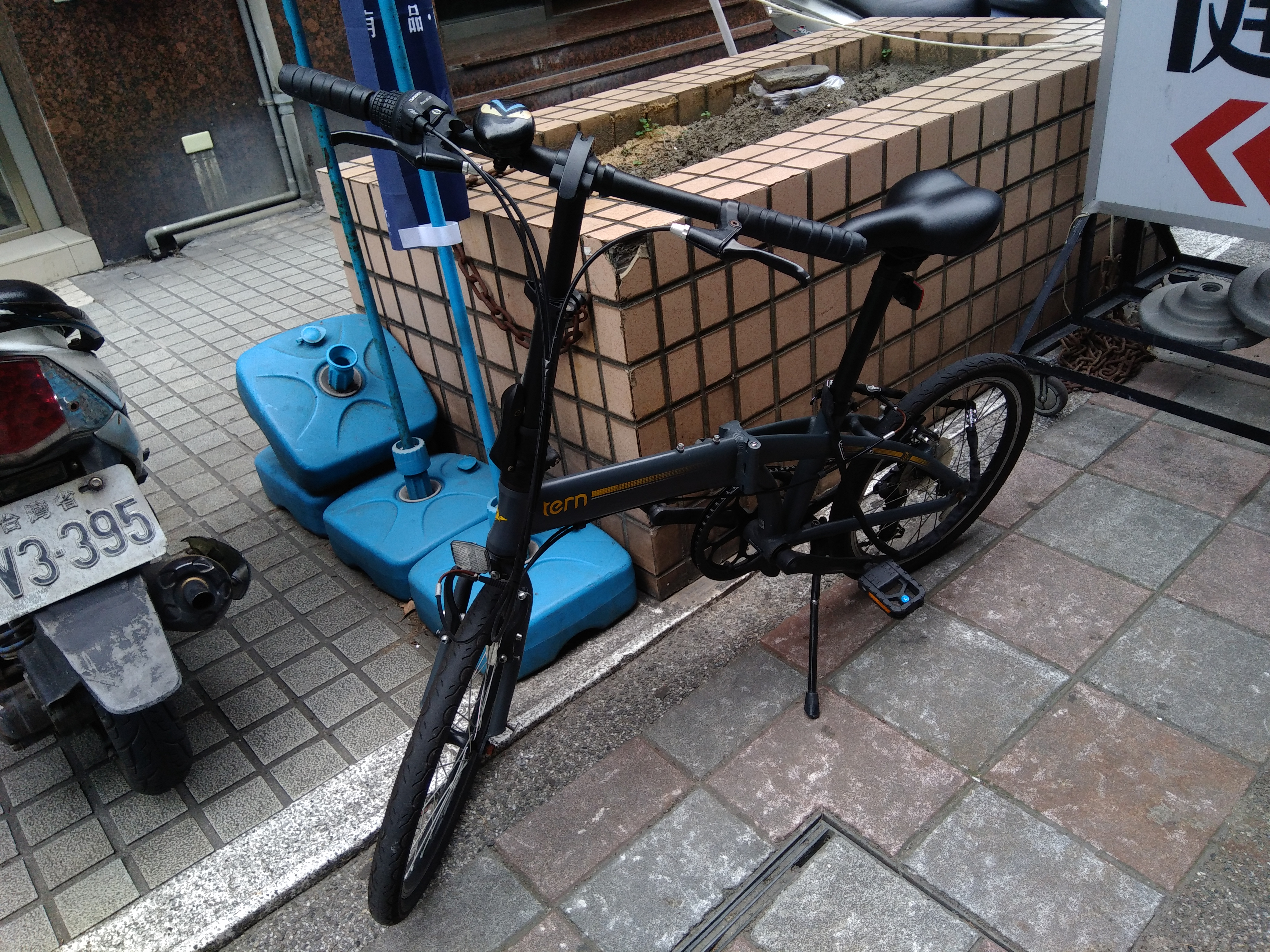
Tern
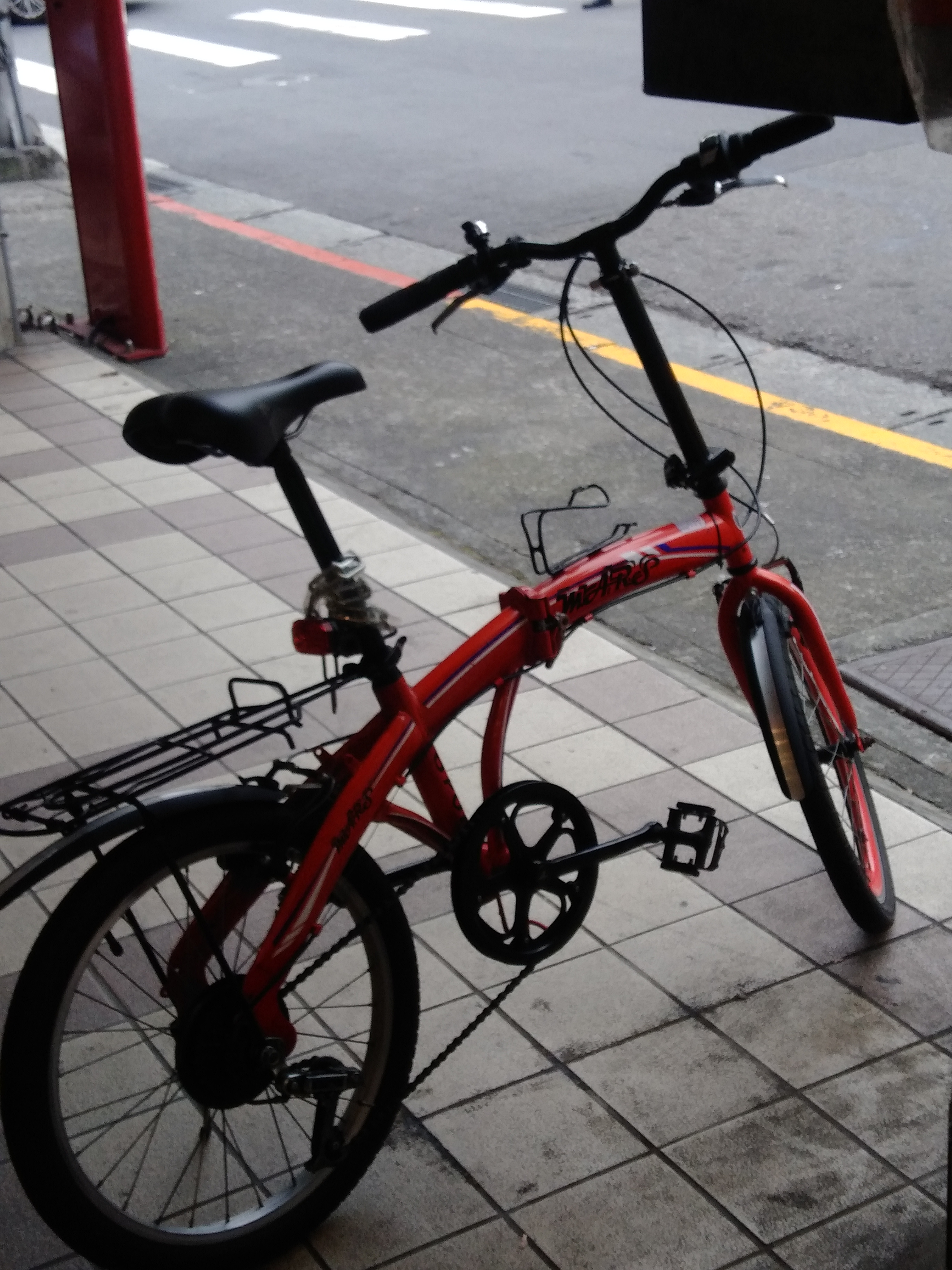
Mars
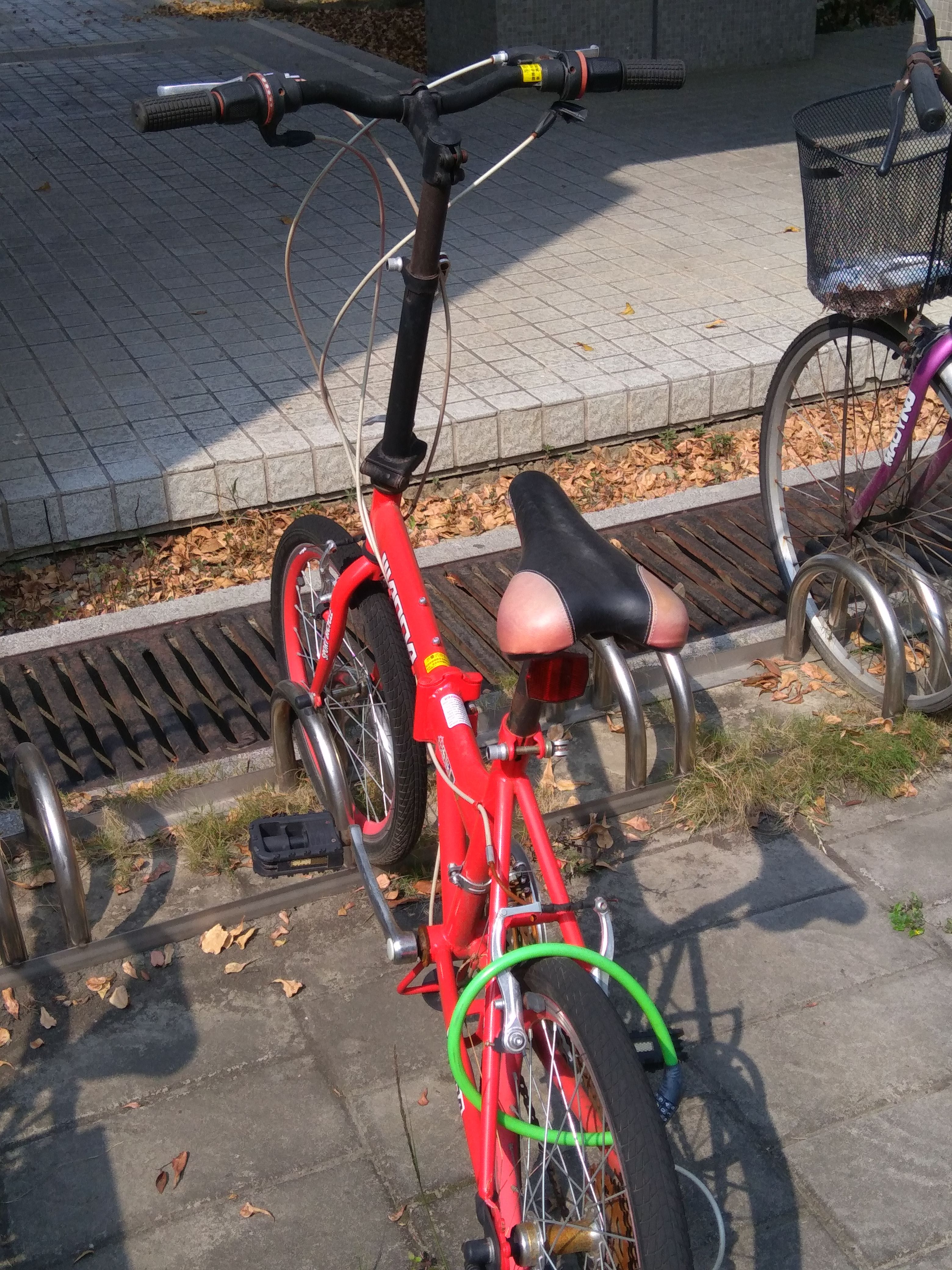
Wanma
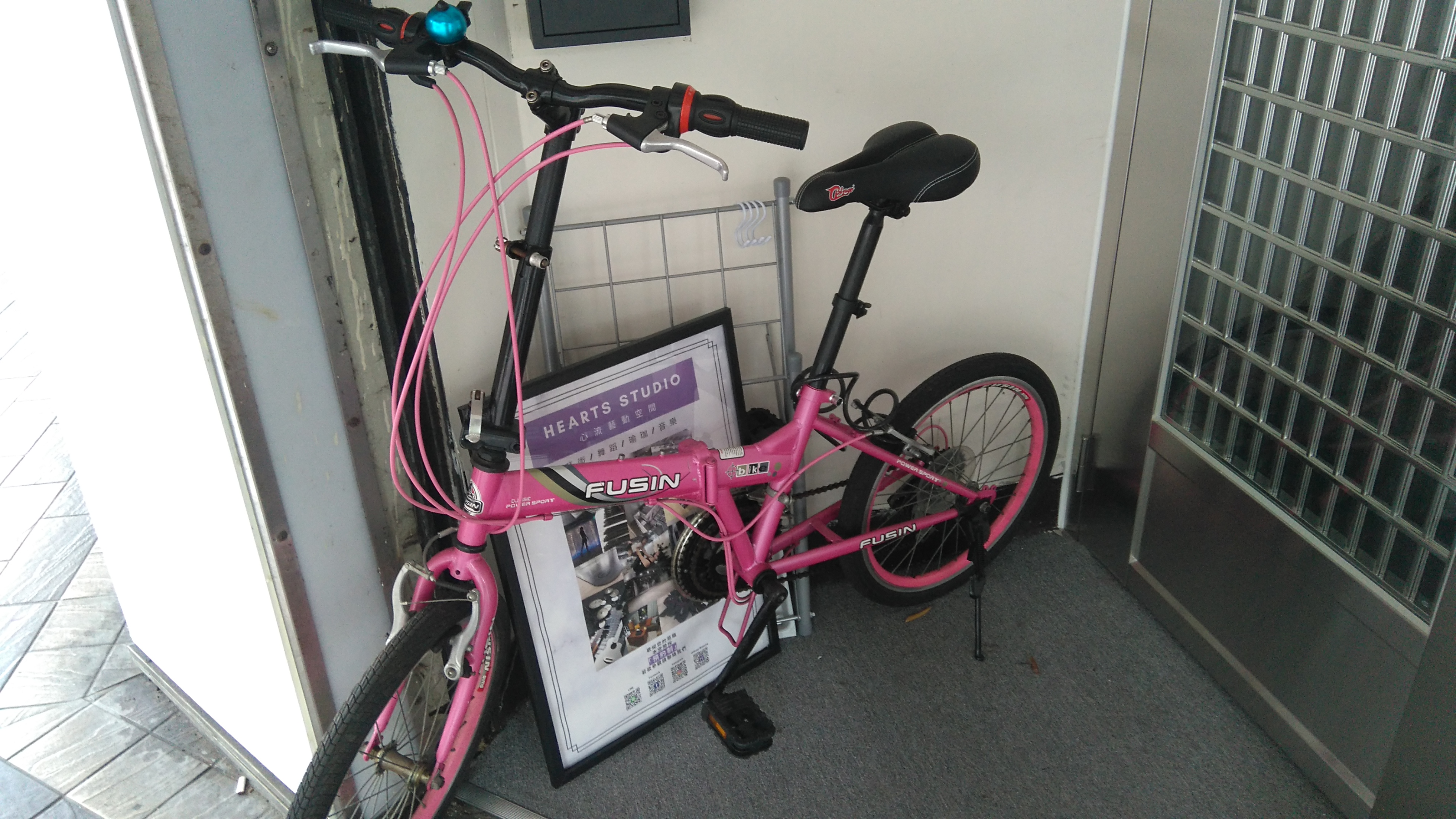
Fusin
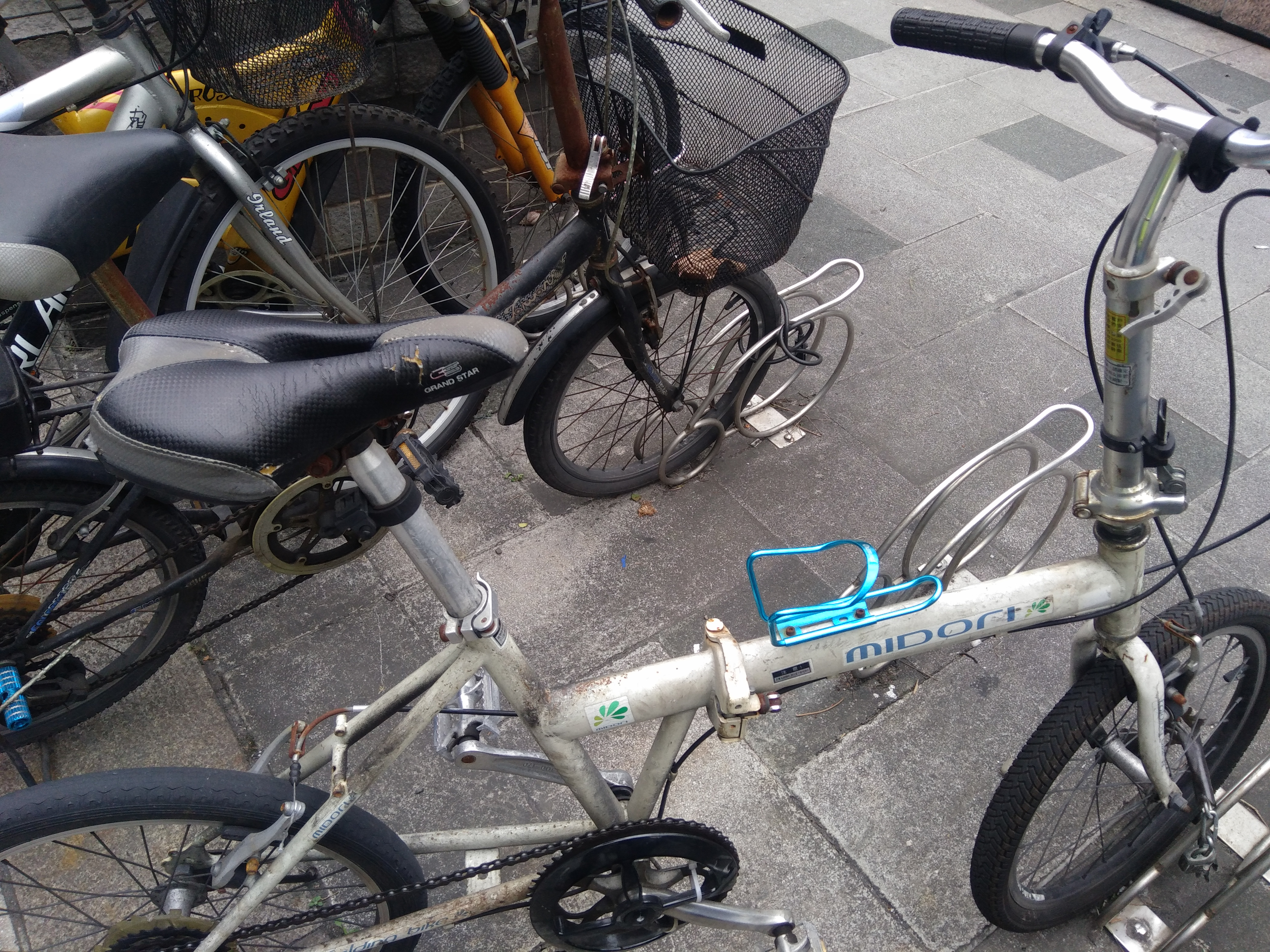
Bikeone
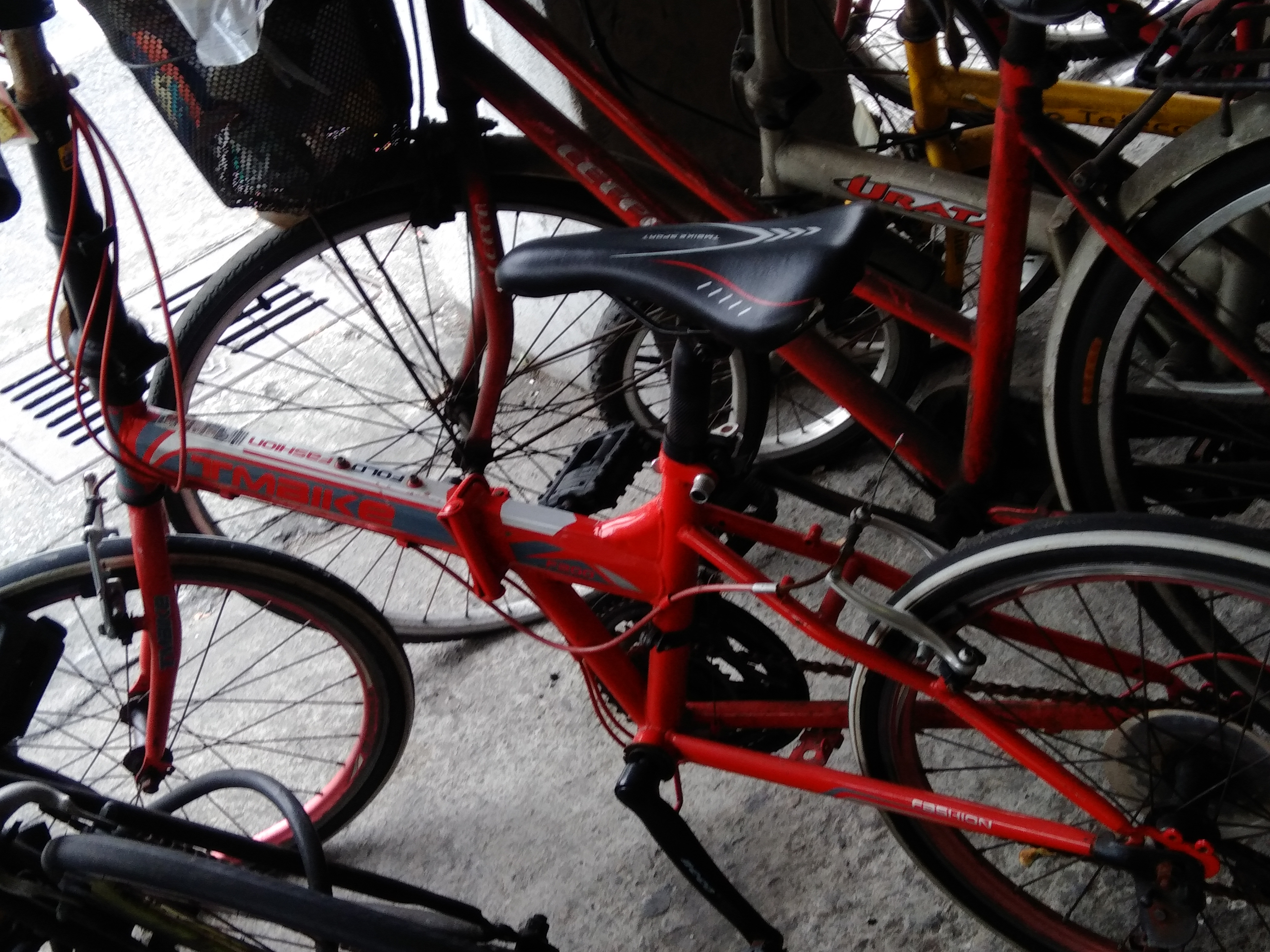
Tmbike
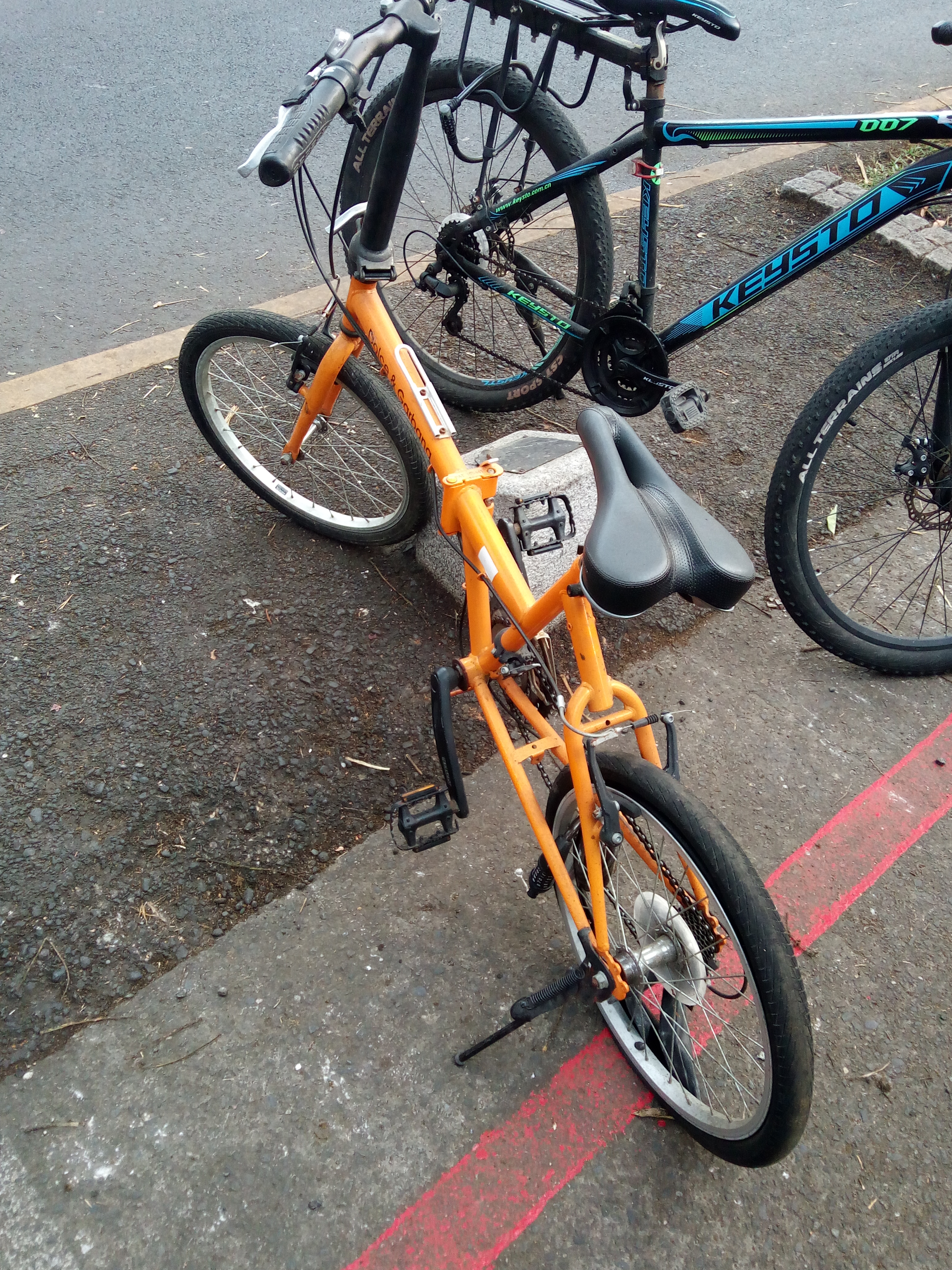
Doice&Gabana
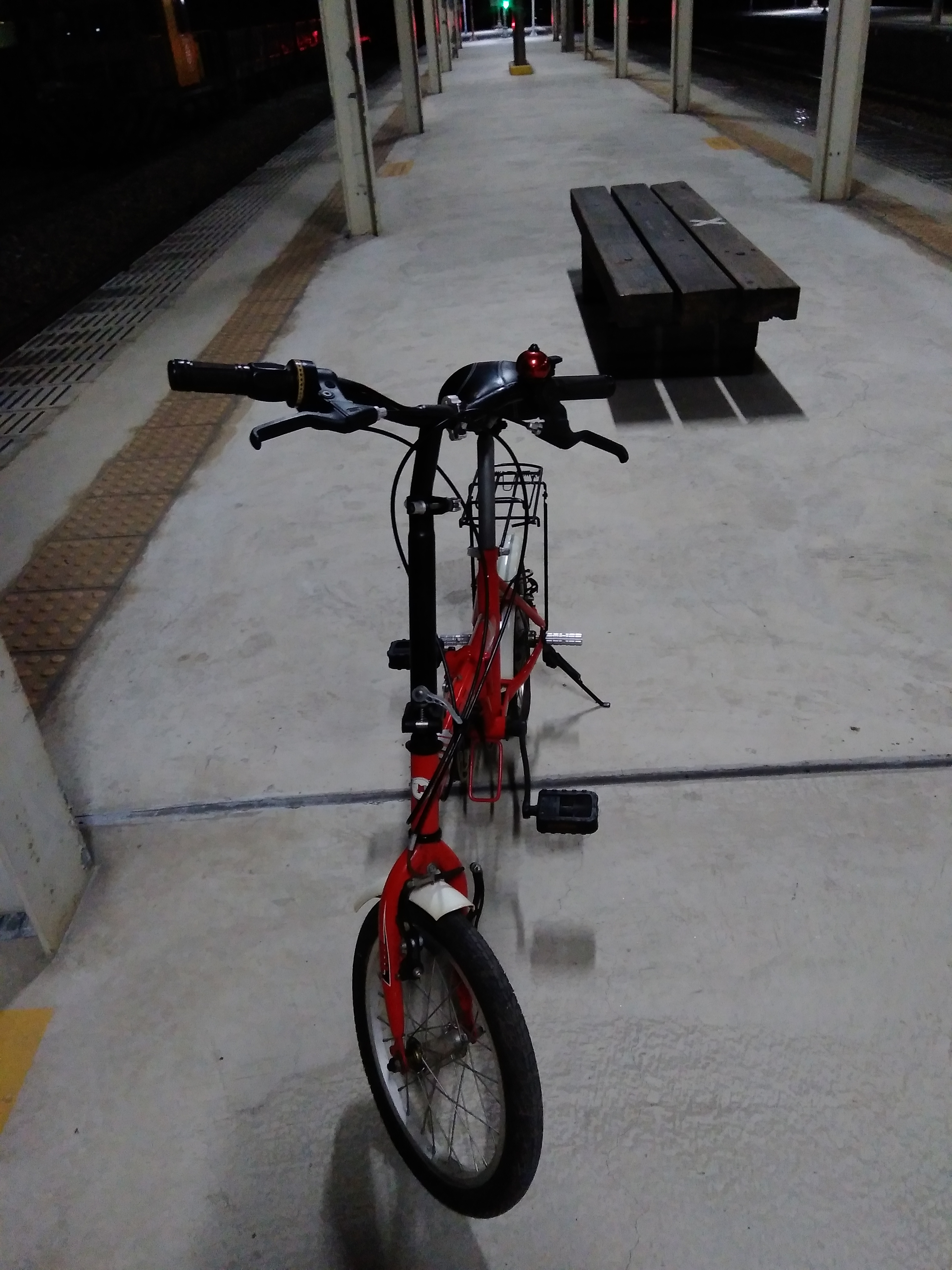
ML
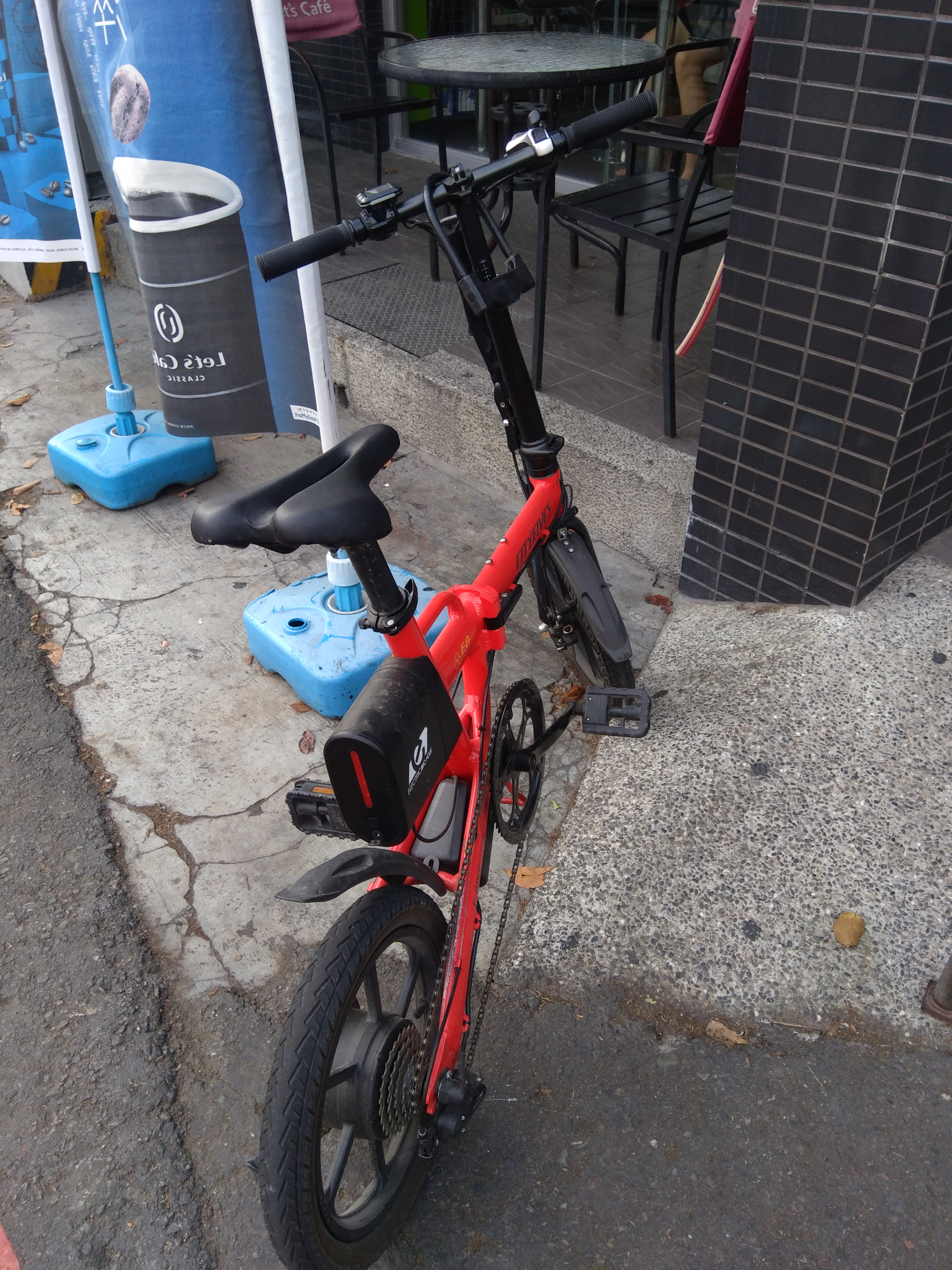
電動折疊車